# Mestečko
Mestečko este o comună slovacă, aflată în districtul Púchov din regiunea Trenčín. Localitatea se află la altitudinea de 321 m deasupra n.m., se întinde pe o suprafață de 5,42 km2 și în 2017 număra 520 de locuitori.

## Istoric
Localitatea Mestečko este atestată documentar din 1471.

## Demografie
| An:                | 1994 | 2004   | 2014   | 2024   |
| ------------------ | ---- | ------ | ------ | ------ |
| Număr de persoane: | 520  | 506    | 527    | 488    |
| Diferență:         |      | −2,69% | +4,15% | −7,40% |

| An:                | 2023 | 2024   |
| ------------------ | ---- | ------ |
| Număr de persoane: | 494  | 488    |
| Diferență:         |      | −1,21% |